# UFC Fight Night: Werdum vs. Tybura
UFC Fight Night: Werdum vs. Tybura, noto anche come UFC Fight Night 121, è stato un evento di arti marziali miste tenuto dalla Ultimate Fighting Championship il 18 novembre 2017 al Qudos Bank Arena di Sydney, in Australia.

## Risultati
|                                   | Divisione              |                       |                 |                   | Metodo                                      | Round           | Tempo           | Premio          |
| Card Principale                   | Card Principale        | Card Principale       | Card Principale | Card Principale   | Card Principale                             | Card Principale | Card Principale | Card Principale |
| --------------------------------- | ---------------------- | --------------------- | --------------- | ----------------- | ------------------------------------------- | --------------- | --------------- | --------------- |
|                                   | Pesi massimi           | Fabrício Werdum       | batte           | Marcin Tybura     | Decisione unanime (50-45, 50-45, 49-46)     | 5               | 5:00            |                 |
|                                   | Catchweight (58,05 kg) | Jessica Rose-Clark    | batte           | Bec Rawlings      | Decisione non unanime (29-28, 28-29, 29-28) | 3               | 5:00            |                 |
|                                   | Pesi welter            | Belal Muhammad        | batte           | Tim Means         | Decisione non unanime (29-28, 28-29, 29-28) | 3               | 5:00            |                 |
|                                   | Pesi welter            | Jake Matthews         | batte           | Bojan Veličković  | Decisione non unanime (28-29, 29-28, 29-28) | 3               | 5:00            |                 |
|                                   | Pesi medi              | Elias Theodorou       | batte           | Daniel Kelly      | Decisione unanime (30-28, 30-27, 30-26)     | 3               | 5:00            |                 |
|                                   | Catchweight (68,03 kg) | Alexander Volkanovski | batte           | Shane Young       | Decisione unanime (30-27, 30-26, 30-26)     | 3               | 5:00            |                 |
| Card Preliminare (Fox Sports 1)   |                        |                       |                 |                   |                                             |                 |                 |                 |
|                                   | Catchweight (58,51 kg) | Ryan Benoit           | batte           | Ashkan Mokhtarian | KO (calcio alla testa)                      | 3               | 2:38            |                 |
|                                   | Pesi leggeri           | Nik Lentz             | batte           | Will Brooks       | Sottomissione (ghigliottina)                | 2               | 2:05            | POTN            |
|                                   | Pesi massimi           | Tai Tuivasa           | batte           | Rashad Coulter    | KO (ginocchiata in salto)                   | 1               | 4:35            | POTN            |
|                                   | Catchweight (72,57 kg) | Frank Camacho         | batte           | Damien Brown      | Decisione non unanime (28-29, 30-27, 29-28) | 3               | 5:00            | FOTN            |
| Card Preliminare (UFC Fight Pass) |                        |                       |                 |                   |                                             |                 |                 |                 |
|                                   | Catchweight (54,43 kg) | Nadia Kassem          | batte           | Alex Chambers     | Decisione unanime (29-28, 29-27, 29-27)     | 3               | 5:00            |                 |
|                                   | Pesi mosca             | Eric Shelton          | batte           | Jenel Lausa       | Decisione unanime (30-27. 30-26, 30-25)     | 3               | 5:00            |                 |
|                                   | Pesi massimi           | Adam Wieczorek        | batte           | Anthony Hamilton  | Decisione unanime (29-28, 29-28, 29-28)     | 3               | 5:00            |                 |

## Premi
I lottatori premiati ricevettero un bonus di 50.000 dollari.
Legenda:
- FOTN: Fight of the Night (vengono premiati entrambi gli atleti per il miglior incontro dell'evento)
- POTN: Performance of the Night (viene premiato il vincitore per la migliore performance dell'evento)